# Мацейна, Антанас
Анта́нас Маце́йна (лит. Antanas Maceina; 27 января 1908, дер. Багренас, Мариампольский уезд — 27 января 1987, Мюнстер, ФРГ) — литовский писатель, поэт, философ, христианский экзистенциалист, педагог и богослов. Создатель и идеолог литовской философии модернистского католического направления.

## Биография
После окончания гимназии поступил в Гиджайскую духовную семинарию, но, проучившись там два года, покинул её по совету руководства семинарии.
С 1928 году обучался богословию в каунаском Университете Витовта Великого, но через два года, окончательно понял, что у него нет призвания к духовному сану. В 1930 году продолжил в университете изучать филологию.
В 1931 году по предложению известного литовского педагога и философа Стасиса Шалкаускиса, начал изучать теоретическую педагогику и философию.
Позже обучался в Лювенском католическом университете в Бельгии, университетах Фрайбурга, Страсбурга, Брюсселя.

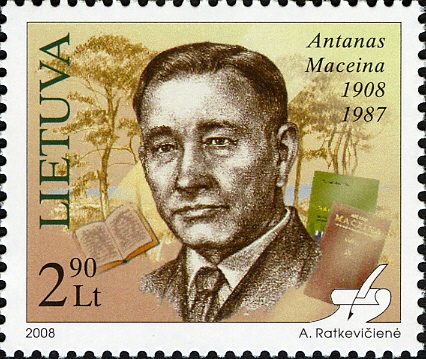
Марка почты Литвы (2008)

В 1934 году защитил диссертацию в каунасском Университете Витовта Великого на тему «Национальное воспитание» и получил ученую степень доктора философии. По этому начал преподавать в университете.
С 1935 года преподавал педагогику, методику научной работы, философию культуры, а позже и историю педагогики в Университете Витовта Великого.
В 1940 выехал в Германию, иногда возвращаясь на родину и продолжая работать в своём университете, где читал курс «Введение в философию». С 1946 года постоянно жил в эмиграции в Германии.
С 1956 по 1959 преподавал во Фрайбургском университете русскую философию и духовную историю Восточной Европы. С 1959 — в Мюнстерском университете, где в 1961 был назначен учёным советником с присвоением пожизненного звания профессора. В Мюнстерском университете А. Мацейна вёл курсы русской и советской философии, а с 1962 по 1970 преподавал философию религии.

## Научная деятельность и взгляды
Создал самостоятельную философскую систему, которая соединяла идеи Боэция, Булгакова, Лосского, Франка, Соловьёва, Бердяева, Хайдеггера, философии экзистенциализма. В его интерпретации культуры и философии, по которой культура является синтезом природы и человеческого духа, своё законченное осмысление она приобретает в религии.
Сам Мацейна оюпределял свою философию как «теистический экзистенциализм». Творчество Мацейны представляет собой удивительный синтез идей русской религиозной философии и экзистенциализма.
Главная цель — «осмысление Божественной истины как своей собственной истины и вместе попытка по мере моих возможностей раскрыть её в том или ином аспекте». Такое осмысление возможно потому, что «Бога мы не умаляем, но Он сам умаляется; Бога мы не делаем человеком, но Он сам становится человеком. И только тогда, когда мы будем говорить об этом самоумалившемся и вочеловечившемся Боге, наш разговор будет иметь смысл. […] О Боге, Который есть „совсем как человек“, и говорить надо совсем по-человечески. Говорить же по-божески не может никто. Перед лицом Абсолюта, то есть абстрактного Бога (если бы только кто-нибудь смог оказаться пред Его Лицем) возможно только молчание, святая тишина, и только молчание». «Бог всегда был и остается объектом моего мышления, а в ссылке Он даже стал главным объектом моего мышления, однако не как Он есть в себе, ибо метафизикой Бога я никогда серьезно не занимался, но в Его взаимоотношении с человеком, то есть, как Бог религии. […] Скорее всего, в этом кроется желание придать более крепкие логические основы экзистенциальному опыту и таким способом вызволить этот опыт из чисто психологического состояния, подняв его на метафизический уровень».

## Избранные труды и произведения
Одной из наиболее значительных работ Мацейны является «Драма Иова» (третья часть трилогии «Соr inquietum» в которую также вошли книги «Великий инквизитор», «Тайна беззакония»). По словам Мацейны это произведение — «является попыткой автора дать общую схему теистического экзистенциализма».
- «Соr inquietum» (трилогия, «Смятенное сердце»)
  - «Великий инквизитор» (1946) — попытка философской интерпретации «Легенды о Великом инквизиторе» Достоевского.
  - «Тайна беззакония» (1964) — попытка философской интерпретации «Краткой повести об Антихристе» В. Соловьёва.
  - «Драма Иова» (1950) — попытка философской интерпретации Книги Иова с позиций религиозного экзистенциализма.
- «Социальная справедливость» (1938)
- «Падение буржуазии» (на основе прочитанного им курса «Буржуазия, прометеизм и христианство», 1940)
- «Песня солнца» (посвящена жизни и деятельности св. Франциска Ассизского, 1954)
- «Большая Помощница» (о Богородице, 1958)
- «Изморось» (поэтический сборник, 1964)
- «Божий Агнец» (о православной концепции Христа, 1968)
- «Церковь и мир» (о проблемах поднятых на Втором Ватиканском Соборе, 1970)
- «Большие вопросы современности» (о проблемах поднятых на Втором Ватиканском Соборе, 1971)
- «Христианин и мир» (о теологии культурной деятельности христианина, 1973—1974)
- «Философия религии» (1976)
- «Смысл и происхождение философии» (1978)
- «И никогда дома» (поэтический сборник, 1981)